# Eugenia glabrata
Eugenia glabrata là một loài thực vật có hoa trong Họ Đào kim nương. Loài này được (Sw.) DC. mô tả khoa học đầu tiên năm 1828.